# 俄克拉荷馬 (密西西比州)
俄克拉荷馬（英語：Oklahoma）是位於美國密西西比州卡羅爾縣的非建制地區。
俄克拉荷馬得名自俄克拉荷馬州，而「俄克拉荷馬」是「紅人」喬克托語。

## 地理
俄克拉荷馬所處的海拔為高於海平面42米（即138英呎），而該地所採用的時區為UTC-6，即北美中部時區（CST）。同時該地設有夏令時間，為UTC-6調快一小時，即UTC-5（CDT）。